# Miškovický mlýn
Miškovický mlýn je vodní mlýn v Praze 9-Miškovicích, který stojí na Červenomlýnském potoce v severní části obce v ulici Polabská ve směru na Mírovice.

## Historie
Vodní mlýn byl postaven před rokem 1844. V roce 1921 jej Jan Štěpán přestavěl na elektrický pohon. Od roku 1929 jej vlastnil mlynář Karel Kostka a po něm jeho dědicové.
Jižně od mlýna býval velký rybník, z něj vedla voda náhonem na mlýnské kolo. Po zrušení mlýna byl rybník vypuštěn a zalesněn a náhon zavezen.

## Popis
Areál mlýna tvoří mlýnice s obytnou částí a hospodářská budova, které jsou uspořádány kolem obdélného dvora.